# Hockey Breganze 2019-2020
Questa voce raccoglie le informazioni riguardanti l'Hockey Breganze nelle competizioni ufficiali della stagione 2019-2020.

## Maglie e sponsor
Lo sponsor ufficiale per la stagione 2019-2020 è Lanaro.
| 1ª divisa | 2ª divisa |

## Organigramma societario
- Presidente: Antonello Turle
- Vicepresidente: Stefano Volpe
- Consiglieri: Roberto Dalla Valle, Corrado Fantin, Massimiliano Martini
- Direttore sportivo: Enrico Gonzo
- Segretaria: Maddalena Castello
- Addetto stampa: Fausto Pozzan

## Organico

### Giocatori
Dati tratti dal sito internet ufficiale della Federazione Italiana Sport Rotellistici.
| N° | Naz.              | Ruolo    | Sportivo                  |  |  |  |
| -- | ----------------- | -------- | ------------------------- |  |  |  |
| 2  | Italia (bandiera) | Esterno  | Samuel Amato              |  |  |  |
| 3  | Italia (bandiera) | Esterno  | Andrea Dalla Valle        |  |  |  |
| 6  | Italia (bandiera) | Esterno  | Andrea Borgo              |  |  |  |
| 9  | Italia (bandiera) | Esterno  | Nicola Retis              |  |  |  |
| 14 | Spagna (bandiera) | Esterno  | Eloi Mitjans              |  |  |  |
| 21 | Spagna (bandiera) | Esterno  | Gérard Teixidó            |  |  |  |
| 26 | Italia (bandiera) | Portiere | Marco Zanfi               |  |  |  |
| 32 | Angola (bandiera) | Portiere | Francisco Da Silva Veludo |  |  |  |
| 58 | Italia (bandiera) | Esterno  | Andrea Scuccato           |  |  |  |
| 99 | Italia (bandiera) | Esterno  | Silvio Costenaro          |  |  |  |

### Staff tecnico
- 1º Allenatore:  Diego Mir
- 2º Allenatore:  Gabriele Thiella
- Meccanico:  Stefano Bocconcello